# 137P/Shoemaker-Levy
137P/Shoemaker-Levy lub 137P/Shoemaker-Levy 2 – kometa krótkookresowa, należąca do rodziny komet Jowisza.

## Odkrycie
Kometa została odkryta 25 października 1990 roku w Obserwatorium Palomar w Kalifornii. Jej odkrywcami jest trójka astronomów Carolyn Shoemaker, Eugene Shoemaker oraz David Levy.

## Orbita komety
Orbita komety 137P/Shoemaker-Levy ma kształt elipsy o mimośrodzie 0,58. Jej peryhelium znajduje się w odległości 1,91 j.a., aphelium zaś 7,1 j.a. od Słońca. Jej okres obiegu wokół Słońca wynosi 9,56 roku, nachylenie orbity do ekliptyki to wartość 4,87˚.